# Pseudocalanus
Genre
Pseudocalanus est un genre de copépodes planctoniques marins. Ces espèces se rencontrent dans les eaux de l'hémisphère nord, comme dans le golfe de l'Alaska.

## Systématique
Le genre Pseudocalanus a été créé en 1872 par le biologiste norvégien Axel Boeck (d) (1833-1873). 

## Liste d'espèces
Selon World Register of Marine Species (29 septembre 2021) :
- Pseudocalanus acuspes (Giesbrecht, 1881)
- Pseudocalanus elongatus (Brady, 1865)
- Pseudocalanus feildeni Norman, 1878
- Pseudocalanus mimus Frost, 1989
- Pseudocalanus minutus (Krøyer, 1845)
- Pseudocalanus moultoni Frost, 1989
- Pseudocalanus newmani Frost, 1989